# Львів крізь віки (книга)
Львів крізь віки — у книзі вперше подано історії створення основних фортифікаційних споруд, церков, костелів Львова періоду XIV—XVIII століть на тлі тогочасних подій у краї і світі; княжих і королівських правлячих династій і їхній внесок у розвиток міста; клейнодів королів Русі. Вигляд кожного об’єкту, про який йде мова у книзі, проілюстровано 106 авторськими реконструкціями. Крім того подано розташування всіх об’єктів на картах Львова 1750, 1766, 1777 років. Уяву про загальний вигляд міста допоможуть скласти три кольорові вставки із зображеннями пластичних панорам Львова княжого, готичного і станом на середину XVIII століття. Для розуміння династичних зв'язків правителів Галичини подано кольорову таблицю вибраних родоводів.
Видання присвячене до 100-ліття з дня народження автора пластичної панорами Львова Януша Вітвіцького.

## Автори
Автори Ігор Качор, Любов Качор понад 20 років займаються реконструкцією споруд Львова, замків XIV—XVIII століть.

## Структура книги
- Династії;
- Становлення міста;
- Під опікою королів;
- Магдебурзьке право;
- Фортифікації;
- Собори;
- Церкви;
- Костели;
- Порівняльна хронологічна таблиця подій у Львові і світі;
- Реконструкції корон галицьких королів.